# Per Leo

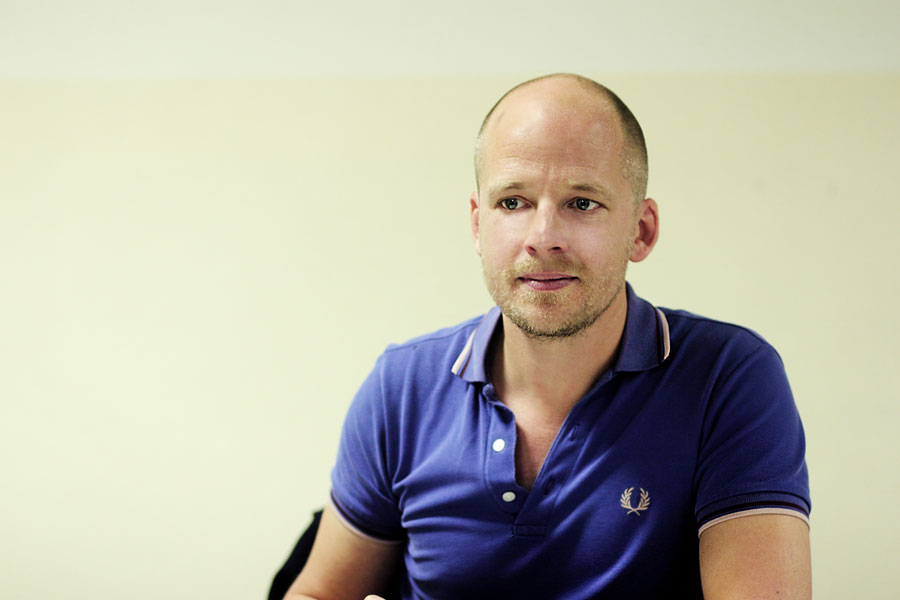
Per Leo (2014)

Per Leo (* 1972 in Erlangen) ist ein deutscher Historiker und Schriftsteller.

## Leben
Leo wuchs in München auf, wo er das Oskar-von-Miller-Gymnasium besuchte. Zu seinen Vorfahren und Verwandten zählen der Vegesacker Schiffbauer Johann Lange, der Historiker Heinrich Leo und der Bremer SPD-Politiker Detmar Leo. Seinen Zivildienst leistete Leo bei der Schutzstation Wattenmeer auf der Nordseeinsel Pellworm, und er studierte zunächst in Freiburg, dann in Berlin Geschichte, Philosophie und Slawistik. 2009 wurde er bei Wolfgang Hardtwig an der Humboldt-Universität zu Berlin mit einer Dissertation über Ludwig Klages und die Tradition des charakterologischen Denkens promoviert.
Sein Roman Flut und Boden über die Familie seines Großvaters Friedrich Leo (1908–1993), eines SS-Sturmbannführers im Rasse- und Siedlungshauptamt, stand 2014 auf der Shortlist für den Preis der Leipziger Buchmesse. Für den Roman, der in Teilen in der Vegesacker Villa Bischoff spielt, wurde Leo 2014 mit dem Klaus-Michael Kühne-Preis des Harbourfront Literaturfestivals und 2016 mit dem Friedrich-Hölderlin-Förderpreis der Stadt Bad Homburg ausgezeichnet.
In dem Buch Mit Rechten reden, das er zusammen mit Maximilian Steinbeis und Daniel-Pascal Zorn verfasste, wirbt Leo dafür, sich mit rechtspopulistischen und neurechten Positionen argumentativ auseinanderzusetzen, statt sie aus dem Diskurs auszugrenzen. Das Buch wurde weithin kontrovers diskutiert. In der Folge plädierte Leo dafür, die Konfrontation mit Rechtspopulismus und Neuer Rechten verstärkt unter strategischen Gesichtspunkten zu führen.
Seit 2021 hat Leo sich mehrfach kritisch mit der deutschen Erinnerungskultur im doppelten Kontext von Nahostkonflikt und Migrationsgesellschaft auseinandergesetzt: so in dem Buchessay Tränen ohne Trauer. Nach der Erinnerungskultur (2021), dem Briefessay Israelkritik für deutsche Patrioten. Brief an Behzad Karim Khani (in: Vorletzte Lockerung, 2023) und dem Zyklus Israel und Palästina im deutschen Herbst (Merkur-Blog, 9. November 2023). Als Fellow am Berliner Wissenschaftskolleg widmet Leo sich 2024/25 der Vermittlung des israelisch-palästinensischen Konflikts an deutschen Schulen. Er ist Unterzeichner der Jerusalemer Erklärung zum Antisemitismus.
Leo hat Artikel und Essays in u. a. Frankfurter Allgemeine Zeitung, Süddeutsche Zeitung, Die Zeit, Die Welt, Der Freitag, Merkur, Neue Rundschau veröffentlicht.
Er lebt als freier Autor und Schatullenproduzent mit seiner Familie in Berlin.

## Schriften

### Bücher
- Der Wille zum Wesen: Weltanschauungskultur, charakterologisches Denken und Judenfeindschaft in Deutschland 1890–1940. Matthes & Seitz Berlin, Berlin 2013, ISBN 3-88221-981-5.
- Flut und Boden. Roman einer Familie. Klett-Cotta, Stuttgart 2014, ISBN 3-608-98017-2.
- mit Maximilian Steinbeis und Daniel-Pascal Zorn: Mit Rechten reden. Ein Leitfaden. Klett-Cotta, Stuttgart 2017, ISBN 978-3-608-96181-2.
- Tränen ohne Trauer. Nach der Erinnerungskultur. Klett-Cotta, Stuttgart 2021[13], ISBN 978-3-608-98219-0
- Vorletzte Lockerung. Texte zum Nachleben des Nationalsozialismus. Klett-Cotta, Stuttgart 2023, ISBN 978-3-608-98078-3
- Noch nicht mehr. Die Zeit des Ruhrgebiets. Tropen Verlag, Stuttgart 2023, ISBN 978-3-608-50237-4

### Aufsätze
- Mehrere Kapitel in: Moritz Föllmer, Rüdiger Graf (Hrsg.): Die „Krise“ der Weimarer Republik. Zur Kritik eines Deutungsmusters. Campus, Frankfurt am Main / New York 2005, ISBN 3-593-37734-9.
- Über Nationalsozialismus sprechen. Ein Verkomplizierungsversuch. In: Merkur 70.5 (Mai 2016), S. 29–41.[14]
- Israel und Palästina im deutschen Herbst. In: Merkur-Blog, 9. November 2023

## Preise und Auszeichnungen
- 2013: Humboldt-Preis, Sonderpreis »Judentum und Antisemitismus«
- 2014: Shortlist Preis der Leipziger Buchmesse
- 2014: Klaus-Michael Kühne-Preis
- 2014: Shortlist ZDF aspekte-Literaturpreis
- 2015: Jahresstipendium des Landes Baden-Württemberg
- 2016: Writer in Residence Amsterdam, Nederlands Letterenfonds
- 2016: Förderpreis des Friedrich-Hölderlin-Preises der Stadt Bad Homburg
- 2022: Metropolenschreiber Ruhr[15]
- 2024: Fellow am Wissenschaftskolleg zu Berlin[16]

## Belege
1. ↑  Informationen zur Dissertation
2. ↑  Friedrich Leo. SS-Mitgliedsnummer 278 243, NSDAP-Mitgliedsnummer 5 520 967. Friedrich Leo ist Nachkomme des Vegesacker Schiffsbauers Johann Lange.
3. ↑  taz, 6. Februar 2014
4. ↑  Per Leo erhält Klaus-Michael-Kühne-Preis. In: Focus, 19. September 2014.
5. ↑  Hölderlin-Preis vergeben. 12. Juni 2016, abgerufen am 18. März 2019.
6. ↑  Interview von Alex Rühle: Männer contra Schneeflöckchen. In: sueddeutsche.de. 2017, ISSN 0174-4917 (sueddeutsche.de [abgerufen am 18. März 2019]).
7. ↑  Ijoma Mangold: Neue Rechte: „Mit Rechten reden“. In: Die Zeit. 18. Oktober 2017, ISSN 0044-2070 (zeit.de [abgerufen am 18. März 2019]).
8. ↑  Buchmesse – Cool down. Abgerufen am 18. März 2019.
9. ↑  Interview – „Sie waren rattenscharf auf Öffentlichkeit“. Abgerufen am 11. April 2019.
10. ↑  Israel und Palästina im deutschen Herbst, auf merkur-zeitschrift.de
11. ↑  Wissenschaftskolleg zu Berlin. Abgerufen am 10. September 2024.
12. ↑  Worum geht es?, auf leoundleo.de
13. ↑  Thomas Schmid: Die Arroganz der späten Geburt. Rezension, in: Die literarische Welt, 24. Juli 2021, S. 25
14. ↑  Über Nationalsozialismus sprechen. Ein Verkomplizierungsversuch. In: merkur-zeitschrift.de. Abgerufen am 29. November 2016.
15. ↑  Schriftsteller Per Leo neuer "Metropolenschreiber Ruhr", wdr.de, veröffentlicht und abgerufen am 6. April 2022.
16. ↑  Wissenschaftskolleg zu Berlin. Abgerufen am 10. September 2024.

| Personendaten    | Personendaten            |
| ---------------- | ------------------------ |
| NAME             | Leo, Per                 |
| KURZBESCHREIBUNG | deutscher Schriftsteller |
| GEBURTSDATUM     | 1972                     |
| GEBURTSORT       | Erlangen                 |